# Ігорівка (Конотопський район)
І́горівка — село в Україні, у Конотопському районі Сумської області. Населення становить 172 осіб. До 2020 орган місцевого самоврядування — Клепалівська сільська рада.

## Географія

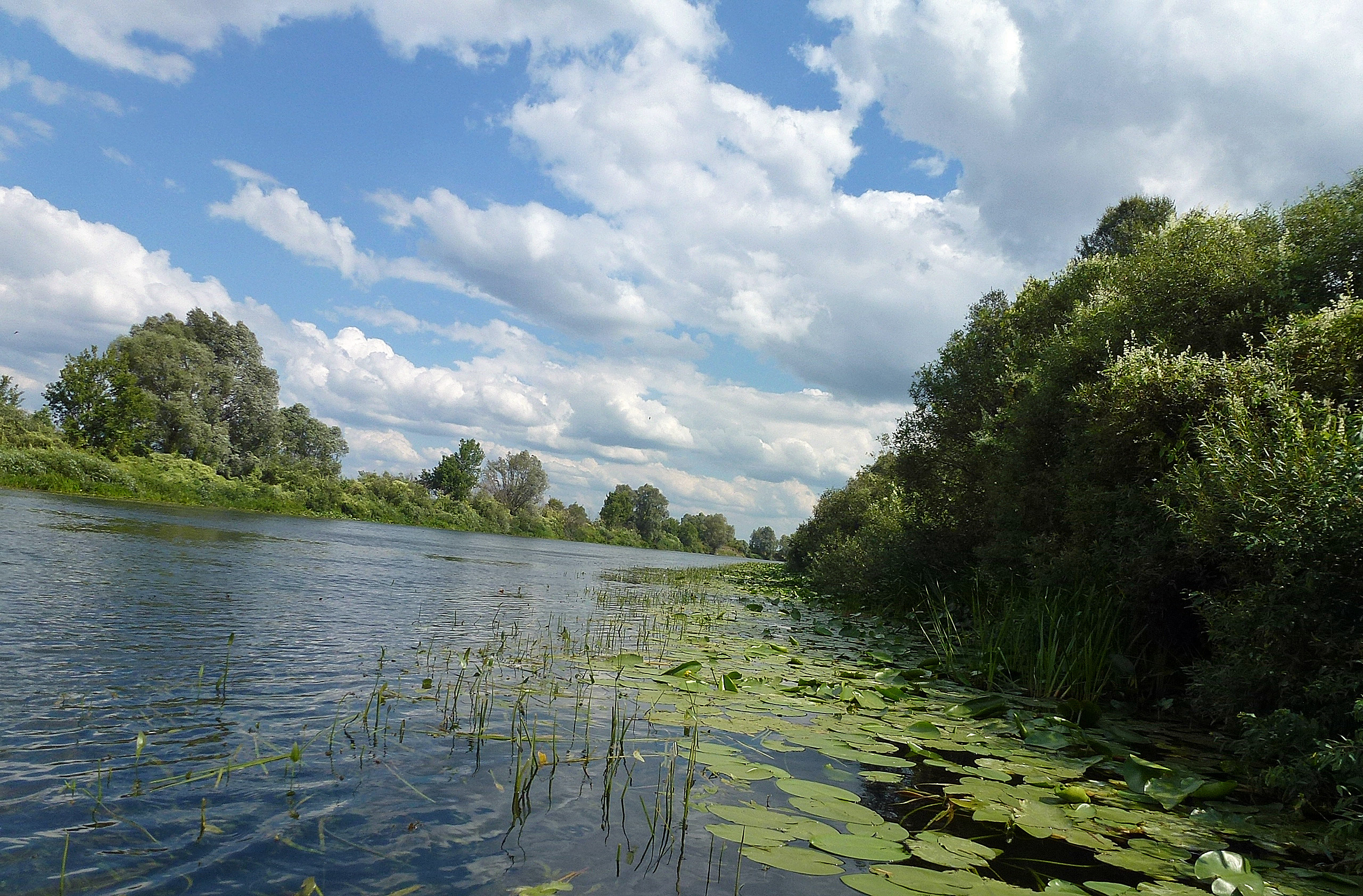
ріка Сейм коло Ігорівки

Село Ігорівка розташоване на лівому березі річки Сейм, вище за течією примикає село Клепали, нижче за течією на відстані 1.5 км розташоване село Чумакове. На відстані 5 км розташоване місто Буринь.
Річка у цьому місці звивиста, утворює лимани, стариці та заболочені озера.
Поруч пролягає залізниця, найближча станція Путивль та Клепали (4-5 км).
Крізь село пролягає автомобільний шлях Т 1908.

## Назва
Раніше село йменувалося Вигорівка.

## Історія
- На території села віднайдено давньоруське поселення ХІІ-ХІІІ ст., яке згадується у літопису за 1146 р.
- Під час походу князя Ігоря Святославовича на половців весною 1185 року його шлях пролягав Буринщиною через село Ігорівку. Тоді воно називалось іменем Святого Михаїла і було володінням князів Ольговичів. Відлуння давніх переказів та історичних фактів свідчать про те, що Ігорівка була важливою історичною базою Сіверських князів[джерело?].
- Не випадково про «Ігореве селге» (сільце) і його багатство згадується в Іпатієвському літописі, куди дані про Ігорівку потрапили з Чернігівсько-Сіверських літописних джерел. Імовірно, що саме тут часто бував князь Ігор Святославович, де мав свої дім, «дагу», різні скарби. Про це свідчать письмена, знайдені на місці стародавньої Ігорівки[джерело?].
- Цілком правомірно вважати, що в цьому селі князь Ігор, повертаючись з полону, змушений був заночувати через пошкоджену ногу. Дізнавшись про це, незабаром із Путивля до Ігорівки прибула дружина Ігоря Святославовича Єфросинія Ярославна, а з нею, як сказано в «Історії Російській» В. Татіщева, багато бояр, двірні та простих путивлян (кінних і піших), які поважали свого князя, оборонця рідної землі[джерело?].
- За даними на 1862 рік у власницькому селі Вигорівка (Ігорівка) Путивльського повіту Курської губернії мешкало 259 осіб (130 чоловіків та 129 жінок), налічувалось 18 дворових господарств[1].
- Село постраждало внаслідок геноциду українського народу, проведеного урядом СССР 1932—1933 та 1946–1947 роках, встановлено смерті не менше 7 людей[2].
- 12 червня 2020 року, відповідно до розпорядження Кабінету Міністрів України № 723-р «Про визначення адміністративних центрів та затвердження територій територіальних громад Сумської області», село увійшло до складу Буринської міської громади[3].
- 19 липня 2020 року, в результаті адміністративно-територіальної реформи та ліквідації Буринського району, увійшло до складу новоутвореного Конотопського району[4].

## Населення

### Мова
Розподіл населення за рідною мовою за даними :
| Мова       | Кількість | Відсоток |
| ---------- | --------- | -------- |
| українська | 164       | 95.34%   |
| російська  | 4         | 2.33%    |
| білоруська | 4         | 2.33%    |
| Усього     | 172       | 100%     |

## Економіка
- Молочно-товарна ферма.

## Сучасність
В боях російсько-української війни 2015 року загинув уродженець села старшина ЗСУ Леонід Валентинович Городецький.

## Відомі люди
- Солоха Роман Сергійович (1989—2022) — солдат збройних сил України, учасник російсько-української війни.
- Фролов Сергій Володимирович — український композитор, музикознавець.